# Segunda Guerra Púnica
A Segunda Guerra Púnica foi a segunda de três guerras travadas entre Roma e Cartago, as duas principais potências do Mediterrâneo Ocidental no início do século III a.C.. As duas lutaram por supremacia durante dezessete anos, principalmente na Itália e Ibéria, mas também na Sicília, Sardenha e Norte da África. Os cartagineses foram derrotados depois de perdas imensas em ambos os lados. Macedônia, Siracusa e vários reinos númidas também envolveram-se na guerra, com forças ibérias e gauleses lutando em ambos os lados. Houve três teatros de operações principais: na Itália, onde Aníbal derrotou os romanos repetidas vezes, com ocasionais campanhas subsidiárias na Sicília, Sardenha e Macedônia; na Ibéria, onde Asdrúbal, irmão de Aníbal, defendeu as cidades coloniais cartaginesas com resultados mistos até seguir para a Itália; e no Norte da África, onde Cipião Africano finalmente conquistou a vitória para Roma.
A Primeira Guerra Púnica tinha terminado em 241 a.C. com uma vitória romana após 23 anos e perdas enormes para ambos os lados. Cartago expandiu seus domínios na Ibéria após o conflito, onde em 219 a.C. um exército sob o comando de Aníbal cercou, capturou e saqueou a cidade pró-romana de Sagunto. Roma declarou guerra no início de 218 a.C., com Aníbal surpreendendo-os ao marchar seu exército pela Ibéria, através da Gália e sobre os Alpes até a Gália Cisalpina. Ele obteve vitórias esmagadoras nas batalhas de Trébia e Lago Trasimeno. Aníbal seguiu para o sul da Itália em 216 a.C. e derrotou os romanos novamente na Batalha de Canas, onde aniquilou o maior exército que os romanos já tinham formado. Vários dos aliados itálicos de Roma, notavelmente Cápua, desertaram para os cartagineses, dando a Aníbal controle de boa parte do sul da Itália. Os cartagineses tentaram conquistar a Sicília e Sardenha entre 215 e 210 a.C., mas sem sucesso. Os romanos foram tomando medidas cada vez mais drásticas para formarem mais legiões e combater Aníbal, incluindo convocar escravos, criminosos e aqueles que não se enquadravam nas qualificações normais; isto aumentou em muito o número de homens que tinham a disposição. A guerra no sul da Itália prosseguiu pela década seguinte, com os romanos lentamente recapturando a maioria das cidades que tinham perdido.
Os romanos estabeleceram uma base militar no nordeste da Ibéria em 218 a.C.; os cartagineses a atacaram várias vezes, porém falharam em destruí-la. Roma partiu para a ofensiva na Ibéria em 211 a.C. e foram derrotados, mas conseguiram manter seu controle do nordeste. O novo comandante romano Cipião Africano capturou Nova Cartago em 209 a.C., a principal base cartaginesa na península. No ano seguinte ele derrotou Asdrúbal, porém este conseguiu recuar a maioria de suas tropas para a Gália Cisalpina em 207 a.C.. Esta nova força de invasão foi depois derrotada na Batalha do Metauro. Cipião encerrou por completo a presença cartaginesa na Ibéria em 206 a.C. após vencer a Batalha de Ilipa.
Cipião invadiu a África Cartaginesa em 204 a.C., forçando o Senado Cartaginês convocar Aníbal de volta. O último confronto da guerra ocorreu entre as forças de Cipião e Aníbal na Batalha de Zama em 202 a.C., onde Aníbal foi derrotado e Cartago pediu por paz. O tratado de paz ditado por Roma destituiu os cartagineses de todos os seus territórios de além-mar e alguns de seus africanos também. Uma indenização de dez mil talentos de prata foi imposta. Cartago foi proibida de guerrear fora da África e na África apenas com permissão romana. Desse momento em diante ficou claro que Cartago estava politicamente subordinada à Roma. Esta usou atividades militares cartaginesas contra os númidas como pretexto para declarar guerra novamente em 149 a.C., iniciando a Terceira Guerra Púnica. Os romanos invadiram a cidade de Cartago em 146 a.C. e a saquearam, chacinando a maioria de sua população e demolindo-a por completo.

## Fontes primárias

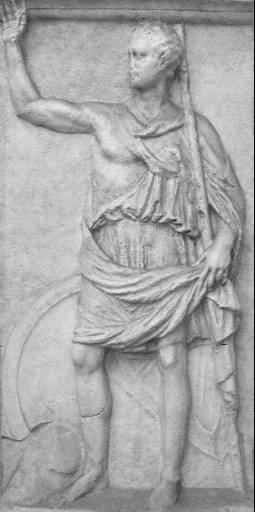
Estela de Políbio, historiador grego

## Antecedentes

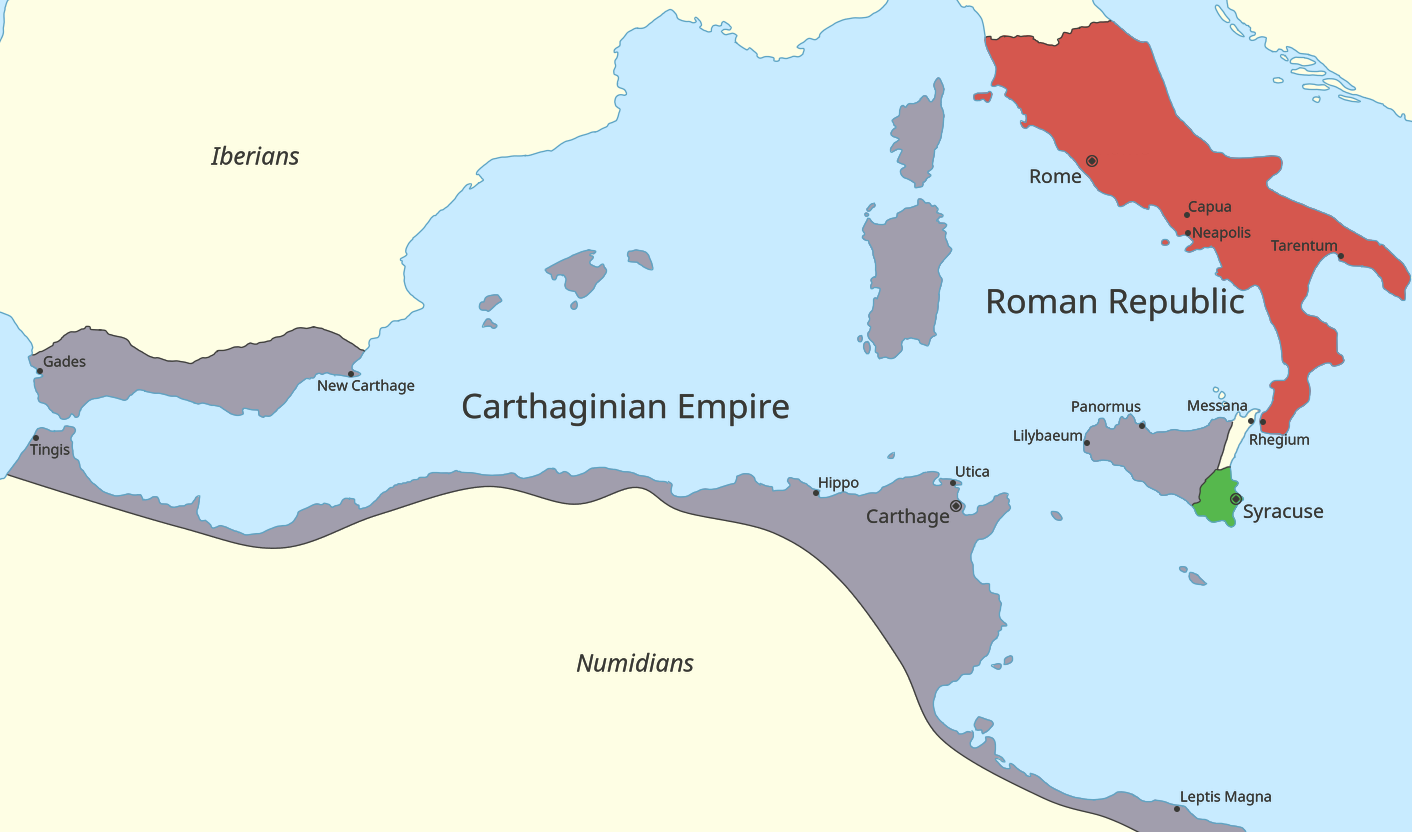
Territórios controlados por Roma e Cartago antes do início da Primeira Guerra Púnica

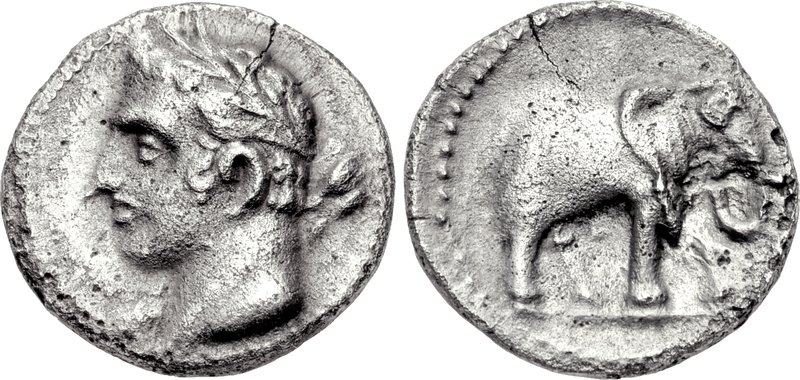
Quarto-xéquel cartaginês de 237–, mostrando o deus Melcarte. No reverso está um elefante, possivelmente um elefante de guerra, que era conectado aos Barca.

#### Vitórias cartaginesas

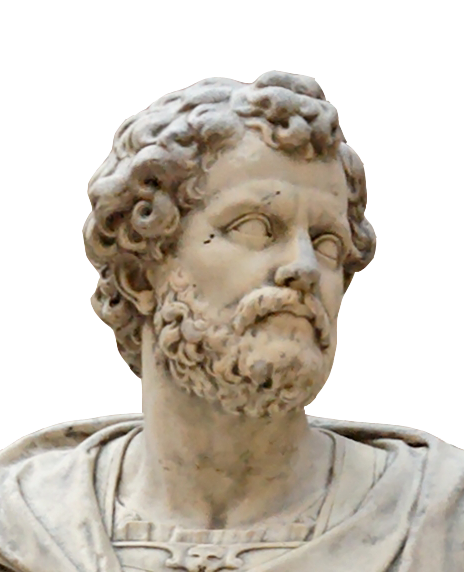
Busto de Aníbal

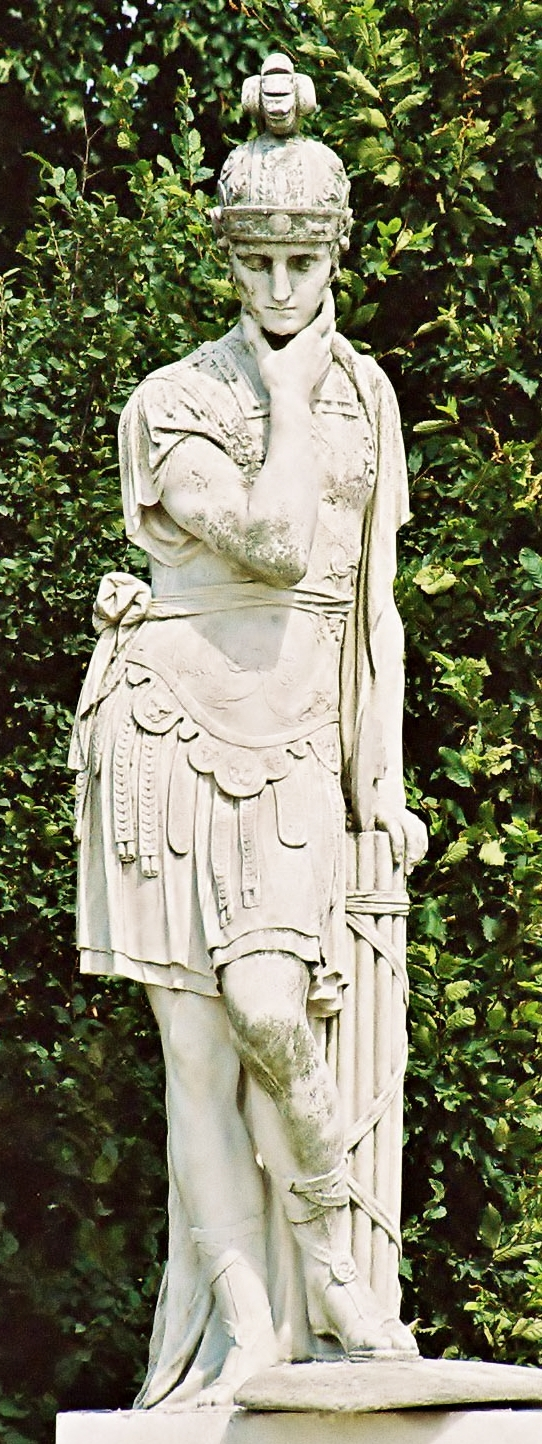
Estátua de Fábio Máximo

#### Aliados de Roma desertam

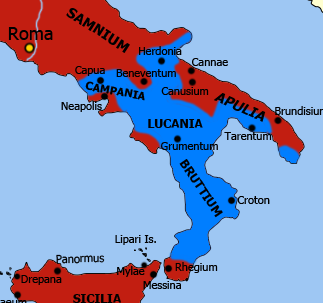
Aliados cartagineses no sul da Itália c.

#### Macedônia, Sardenha e Sicília

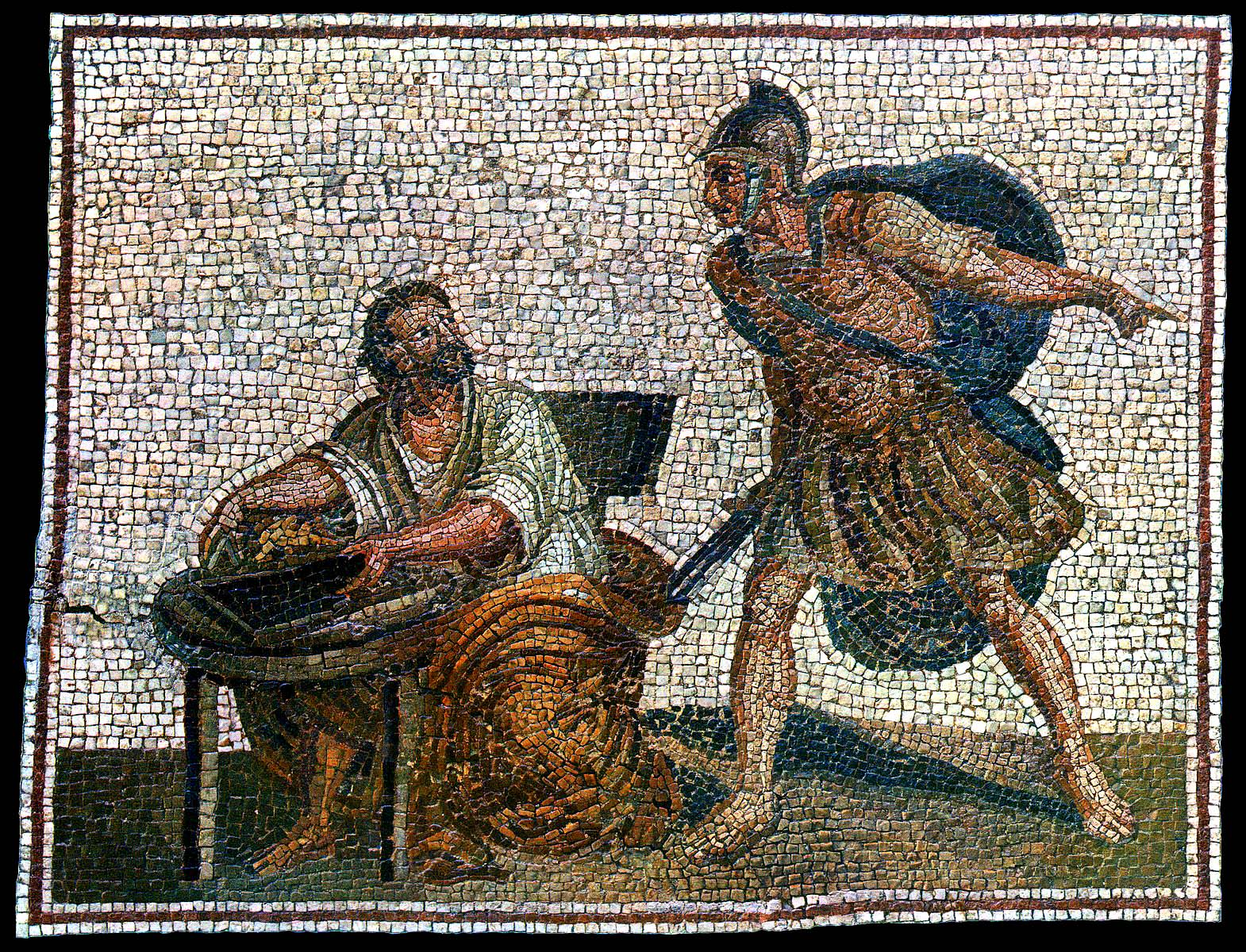
Cópia de um mosaico romano do século II de Arquimedes sendo morto por um soldado romano